# Ігнацій Оссолінський
Ігнацій Францішек Оссолінський (пол. Ignacy Franciszek Ossoliński; 1730 — 7 серпня 1784) — церковний діяч Речі Посполитої.

## Життєпис
Походив з польського магнатського роду Оссолінських гербу Топор, старшої гілки. Нащадок Якуба, старшого сина підляського воєводи Збігнева. Син Юзефа Оссолінського, підчашого мельницького, та Терези Сеніцької. Народився 1730 року. Здобув освіту в єзуїтськомуколегіумі у Любліні.
Замолоду обрав духовну кар'єру. У 1749 році вступив до ордену капуцинів. У 1765 році був висвячений на єпископа баковського, але невдовзі став коад'ютором з правом наслідування київського єпископа Юзефа Анджея Залуського.
1774 року стає єпископом київським (з резиденцією в Житомирі). Почав відбудову католицького собору в Житомирі, який був спалений у 1768 році. Ці роботи були завершені лише у 1801 році. У 1775 році отримав орден Святого Станіслава від короля Станіслава II Августа. Згодом став кавалером ордена Білого Орла. Збільшив кількість парафій з 27 до 33. До 1776 року опублікував душпастирські листи та інші постанови.
1776 року увійшов до конфедерації Анджея Мокроновського. Помер 1784 року. Похований у костелі святих апостолів Петра і Павла в Любліні.